# 75564 Audubon
75564 Audubon este un asteroid din centura principală de asteroizi.

## Descriere
75564 Audubon este un asteroid din centura principală de asteroizi. A fost descoperit pe 2 ianuarie 2000 la Fountain Hills (Arizona) de Charles W. Juels. Asteroidul prezintă o orbită caracterizată de o semiaxă mare de 2,31 ua, o excentricitate de 0,13 și o înclinație de 8,8° în raport cu ecliptica.